# Gurn
El Gurn o el Gurni és un riu de la Vall d'en Bas, a la Garrotxa. És afluent del Fluvià (hi desemboca prop de Cirera), i està format per la confluència de les rieres de Collfred i de Sallent.